# Ассуварунрыэн, Вайо
Вайо Ассуварунрыэн (тайск. วาโย อัศวรุ่งเรือง; род. 27 декабря 1987, Накхонситхаммарат, Таиланд) — таиландский певец, актёр, врач и политический деятель, с 2019 года член Палаты представителей от партии «Движение вперёд».

## Биография

### Ранние годы
Вайо родился 27 декабря 1987 года. После окончания школы получил высшее образование нескольких степеней: в Университете Махидола (бакалавр права), Университете Рамкхамхенг (магистр наук), Университете Мае Фа Луанг (магистр права), Университете Дуракиджа Пандита (магистр делового администрирования), Университете Тайской торговой палаты и Университете Махидола (диплом о высшем образовании в области клинической медицины).
В 2009 году Вайо принял участие в конкурсе телепрограммы The Star, Star Loan Fah Grab Dao, представляя центральный регион и попал в финальную восьмёрку, но покинул соревнование в первую же неделю, заняв 8-е место.

### Политическая карьера
Вайо впервые пришёл в политику, работая в «Партии будущего», где был назначен заместителем представителя (пресс-секретаря) партии 20 декабря 2018 года. Затем 24 марта следующего года «Партия будущего» объявила имена кандидатов в депутаты по партийным спискам, где Вайо Ассуварунрыэн шёл под 28-м номером. В результате на парламентских выборах 2019 года был избран в Палату представителей. После ликвидации «Партии будущего», вместе с большинством однопартийцев перешёл в «Движение вперёд», которое продолжило политику «Партии будущего». На парламентских выборах 2023 года был вновь переизбран членом Палаты представителей по партийному списку.

## Фильмография
| Год  |   | Русское название                                | Оригинальное название    | Роль                              |
| ---- | - | ----------------------------------------------- | ------------------------ | --------------------------------- |
| 2011 | с | В этом доме есть любовь                         | บ้านนี้มีรัก                  | доктор О                          |
| 2011 | с | Аутсайдер                                       | คนเถื่อน                   | Саравит                           |
| 2013 | с | Любовный план, злой план                        | แผนรัก แผนร้าย             | врач                              |
| 2013 | с | Сколько верёвочке не виться                     | สุดสายป่าน                 | Твич                              |
| 2014 | с | Ангельский трюк                                 | เล่ห์นางฟ้า                 | Рон                               |
| 2014 | с | Битва за корону                                 | สงครามนางงาม             | Тасана Бурафа (доктор Тач)        |
| 2015 | с | Очаровательный капитан                          | ผู้กองเจ้าเสน่ห์              | Ко                                |
| 2015 | с | Встреча желаний                                 | จุดนัดฝัน                   | Бум                               |
| 2016 | с | Мы родились во времена правления короля Рамы IX | เราเกิดในรัชกาลที่ ๙ เดอะซีรีส์ | врач, страдающий лихорадкой Мукда |
| 2017 | с | Нижнее белье                                    | รักชั้นนัย                   | Нат                               |
| 2017 | с | Прошлая жизнь                                   | แต่ปางก่อน                 |                                   |
| 2017 | с | Ты моя судьба                                   | เธอคือพรหมลิขิต             | доктор                            |
| 2018 | с | Печать смерти                                   | กาหลมหรทึก                | доктор Смит                       |

## Личная жизнь
Женат на Кеулин Пхунфикрай.

## Награды
- 2020 год —  Рыцарь-командор Ордена Короны Таиланда[7].